# Europa Cup (korfbal) 2010
Van 20 t/m 23 januari 2010 streden de landskampioenen van acht Europese landen om de Europa Cup Korfbal 2010. De eindronde van dit toernooi werd gehouden in Herentals, België. De kampioenen van Nederland, België en Portugal waren verzekerd van deelname door het resultaat in 2009.

## Kwalificatietoernooien
De 1e ronde van de Europa Cup Korfbal 2010 was verdeeld over twee kwalificatietoernooien. Deze werden gehouden in het weekend van 3 en 4 oktober in Turkije en Tsjechië.

### Turkije
Het 'oostelijke' kwalificatietoernooi vond plaats in Turkije. De beste 2 teams plaatsten zich.

#### Deelnemers
|   | Team                   | Wedstrijden | Punten |
| - | ---------------------- | ----------- | ------ |
| 1 | Adler Rauxel           | 4           | 11     |
| 2 | Trojans                | 4           | 9      |
| 3 | CK Vacarisses          | 4           | 7      |
| 4 | St. Andrews University | 4           | 3      |
| 5 | Kocaeli University     | 4           | 0      |

#### Wedstrijdprogramma

##### Zaterdag 3 oktober 2009
| Tijd      | Thuis              |   |                   | Uitslag    |
| --------- | ------------------ | - | ----------------- | ---------- |
| 13.00 uur | Kocaeli University | - | St. Andrews Univ. | 13 - 4     |
| 14.00 uur | CK Vacarisses      | - | KV Adler Rauxel   | 13 - 14 OT |
| 15.00 uur | Trojans            | - | St. Andrews Univ. | 22 - 7     |
| 16.00 uur | Kocaeli University | - | KV Adler Rauxel   | 6 - 16     |
| 17.00 uur | Trojans            | - | CK Vacarisses     | 13 - 9     |

##### Zondag 4 oktober 2009
| Tijd      | Thuis              |   |                   | Uitslag |
| --------- | ------------------ | - | ----------------- | ------- |
| 09.00 uur | Kocaeli University | - | CK Vacarisses     | 8 - 11  |
| 10.00 uur | Trojans            | - | KV Adler Rauxel   | 8 - 9   |
| 11.00 uur | CK Vacarisses      | - | St. Andrews Univ. | 14 - 8  |
| 12.00 uur | Kocaeli University | - | Trojans           | 6 - 15  |
| 13.00 uur | KV Adler Rauxel    | - | St. Andrews Univ. | 11 - 3  |

### Tsjechië
In Tsjechië vindt de 'westelijke' kwalificatieronde plaats. Net als de 'oostelijke' voorronde in het weekend van 3 en 4 oktober 2009. De beste 3 teams plaatsen zich.

#### Deelnemers
|   | Team                   | Wedstrijden | Punten |
| - | ---------------------- | ----------- | ------ |
| 1 | Orel OSTU              | 3           | 9      |
| 2 | Szentendre KK          | 3           | 6      |
| 3 | České Budějovice       | 3           | 3      |
| 4 | COK Guilherand Granges | 3           | 0      |

#### Wedstrijdprogramma

##### Zaterdag 3 oktober 2009
| Tijd      |                  |   |                        | Uitslag |
| --------- | ---------------- | - | ---------------------- | ------- |
| 10.00 uur | Szentendre KK    | - | COK Guilherand Granges | 24 - 7  |
| 12.00 uur | České Budějovice | - | Orel OSTU              | 15 - 21 |
| 13.00 uur | Orel OSTU        | - | COK Guilherand Granges | 36 - 6  |
| 14.30 uur | České Budějovice | - | Szentendre KK          | 13 - 19 |

##### Zondag 4 oktober 2009
| Tijd      | Thuis            |   |                        | Uitslag |
| --------- | ---------------- | - | ---------------------- | ------- |
| 10.00 uur | České Budějovice | - | COK Guilherand Granges | 21 - 6  |
| 12.00 uur | Orel OSTU        | - | Szentendre KK          | 22 - 19 |

## Eindronde
De eindronde van de Europa Cup 2010 wordt gespeeld van 20 tot en met 23 januari 2010, in Herentals, België.

### Poule A
| Team                        |
| --------------------------- |
| 1e DOS'46                   |
| 2e KV Adler Rauxel          |
| 3e Clube Corfebol de Oeiras |
| 4e Szentendre KK            |

### Poule B
| Team                |
| ------------------- |
| 1e Boeckenberg KC   |
| 2e Orel STU         |
| 3e České Budějovice |
| 4e Trojans          |

### Wedstrijdprogramma
De eerste drie dagen (20, 21 en 22 januari) worden er in een poulesysteem gespeeld waarbij de teams elkaar een keer treffen. Na deze drie dagen is er een poulestand en worden de wedstrijden van de finaledag (23 januari) ingedeeld. Dit gaat volgens het principe nr 4 poule A - nr 4 poule B enz. De finale staat geprogrammeerd om 18.00 uur op 23 januari.

#### Woensdag 20 januari 2010
| Tijd      |                  |   |                          | Uitslag |
| --------- | ---------------- | - | ------------------------ | ------- |
| 14.30 uur | České Budějovice | - | Orel OSTU                | 17 - 19 |
| 16.30 uur | KV Adler Rauxel  | - | Szentendre KK            | 21 - 13 |
| 18.30 uur | DOS'46           | - | Clube Corfebol de Oeiras | 45 - 15 |
| 21.00 uur | Boeckenberg KC   | - | Trojans                  | 31 - 12 |

#### Donderdag 21 januari 2010
| Tijd      |                          |   |                  | Uitslag |
| --------- | ------------------------ | - | ---------------- | ------- |
| 14.30 uur | Clube Corfebol de Oeiras | - | Szentendre KK    | 19 - 17 |
| 16.30 uur | Trojans                  | - | Orel OSTU        | 18 - 23 |
| 18.30 uur | Boeckenberg KC           | - | České Budějovice | 32 - 10 |
| 20.30 uur | DOS'46                   | - | KV Adler Rauxel  | 30 - 4  |

#### Vrijdag 22 januari 2010
| Tijd      |                  |   |                          | Uitslag |
| --------- | ---------------- | - | ------------------------ | ------- |
| 14.30 uur | České Budějovice | - | Trojans                  | 19 - 12 |
| 16.30 uur | KV Adler Rauxel  | - | Clube Corfebol de Oeiras | 19 - 13 |
| 18.30 uur | DOS'46           | - | Szentendre KK            | 42 - 8  |
| 20.30 uur | Boeckenberg KC   | - | Orel OSTU                | 40 - 13 |

#### Finaleronde (Zaterdag 23 januari 2010)
| Inzet        | Tijd      |                  |   |                          | Uitslag |
| ------------ | --------- | ---------------- | - | ------------------------ | ------- |
| Om 7e plaats | 12.00 uur | Trojans          | - | Szentendre KK            | 20 - 15 |
| Om 5e plaats | 14.00 uur | České Budějovice | - | Clube Corfebol de Oeiras | 25 - 19 |
| Om 3e plaats | 16.00 uur | Orel OSTU        | - | KV Adler Rauxel          | 12 - 13 |
| Finale       | 18.00 uur | Boeckenberg KC   | - | DOS'46                   | 20 - 27 |

## Eindklassering
| Pos. | Team                     |        |
| ---- | ------------------------ | ------ |
| 1.   | DOS'46                   | Goud   |
| 2.   | Boeckenberg KC           | Zilver |
| 3.   | KV Adler Rauxel          | Brons  |
| 4.   | Orel OSTU                |        |
| 5.   | Ceské Budejovice         |        |
| 6.   | Clube Corfebol de Oeiras |        |
| 7.   | Trojans                  |        |
| 8.   | Szentendre KK            |        |

| Europacup 2010      |
| ------------------- |
| DOS'46 Vierde titel |

1967 ·
1968 ·
1969 ·
1970 ·
1971 ·
1972 ·
1973 ·
1974 ·
1975 ·
1976 ·
1977 ·
1978 ·
1979 ·
1980 ·
1981 ·
1982 ·
1983 ·
1985 ·
1986 ·
1988 ·
1989 ·
1990 ·
1991 ·
1992 ·
1993 ·
1994 ·
1995 ·
1996 ·
1997 ·
1998 ·
1999 ·
2000 ·

2001 ·
2002 ·
2003 ·
2004 ·
2005 ·
2006 ·
2007 ·
2008 ·
2009 ·
2010 ·
2011 ·
2012 ·
2013 ·
2014 ·
2015 ·
2016 ·
2017 ·
2018 ·
2019 ·
2020 ·
2021 ·
2022
1. ↑  https://web.archive.org/web/20091007050725/http://www.worldkorfball.org/competitions/47.html
2. ↑  https://web.archive.org/web/20091008004834/http://www.worldkorfball.org/competitions/48.html